# Juntos por el Cambio
Разом до змін (ісп. Juntos por el Cambio, скорочено JxC або Juntos) — аргентинська політична коаліція, яка є продовженням альянсу Cambiemos, який переміг на президентських виборах у 2015 році . Він був створений для участі у виборах 2019 року з метою досягнення переобрання Маурісіо Макрі. Після поразки на цих виборах вона залишилася основною опозиційною коаліцією в Аргентині. Її очолив колишній президент Маурісіо Макрі, але його лідерство було поставлено під сумнів після поразки на виборах 2019 року. Основними політичними партіями були Республіканська пропозиція, Радикальне громадянське об'єднання, Громадянська коаліція ARI та Федеральна республіканська зустріч.
Коаліція брала участь на президентських виборах 2019 року командою, що складалася з тодішнього президента нації Маурісіо Макрі, який балотувався на переобрання, і сенатора-пероніста, який очолював групу кіршнерістів у Сенаті, Мігеля Анхеля Пічетто.  Макрі не вдалося переобратися, і коаліція здобула лише друге місце з 40,28% голосами підтримки, натомість їх конкуренти, команда від коаліції Frente de Todos, що складалася з Альберто Фернандеса та Крістіни Фернандес де Кіршнер, виграла перший тур з 48,24% голосів. 

## Ідеологія
Незважаючи на свою неоднорідність і постідеологічний характер, ПРО зазвичай класифікують як правоцентристську партію, близьку до ліберально-консервативної традиції. Фабіан Босоер, політолог, який пише для Clarín, сказав у 2015 році, що PRO є «правоцентристською або ліберально-республіканською» партією.  Оглядач академічної літератури Хуан Рафаель Грандінетті стверджує, що вона збігається в представленні цієї партії з «відбитком консервативного лібералізму, але вони представляють новизну в тому, що не позиціонують себе як антипероністичні і не відкидають певні практики, які зазвичай асоціюються з цим рухом, такі як войовничість і територіальна провінційна політична робота. Водночас на ідеологічному рівні він поєднує ці ліберально-консервативні елементи з аргументами з республіканської традиції (поділ і незалежність влади тощо), з соціальної доктрини Католицької Церкви та з дискурсу менеджменту (ефективність, управління, застарілість ідеологій)» . 
З іншого боку, у 2016 і 2018 роках ліберально-лібертаріанський економіст Хав'єр Мілей та керівник штабу Маркос Пенья погодилися у підтвердженні того, що уряд Маурісіо Макрі був соціалістичним.   Дослідник Конісе Хуліо Монтеро також охарактеризував уряд Cambiemos лівоцентристським.  Еріко Валадарес, редактор політичного журналу «Hegemonía» та сайту «La Batalla Cultural», з редакційною лінією, яка представляє себе як «ортодоксальний перонізм», також характеризує PRO як «соціал-демократичну». 
Також PRO пов’язана з Міжнародним демократичним союзом (з консервативно-ліберальною ідеологією), але також має зв’язки з міжнародними мережами аналітичних центрів, таких як соціально-християнський Фонд Конрада Аденауера. 
З іншого боку, Громадянський радикальний союз пов’язаний з Соціалістичним Інтернаціоналом і його університетське крило, Франья Морада, прямо визначає себе як соціал-демократичну.
Фронт також оголосив себе «прихильником розвитку», прагнучи відродити «дух» Артуро Фрондізі, який був президентом Аргентинського радикального громадянського союзу між 1958 і 1962 роками. У 2006 році Маурісіо Макрі визначив свою власну силу як «проринкову і пробізнесову». 